# 海登河
51°57′16″N 8°50′45″E / 51.95444°N 8.84583°E

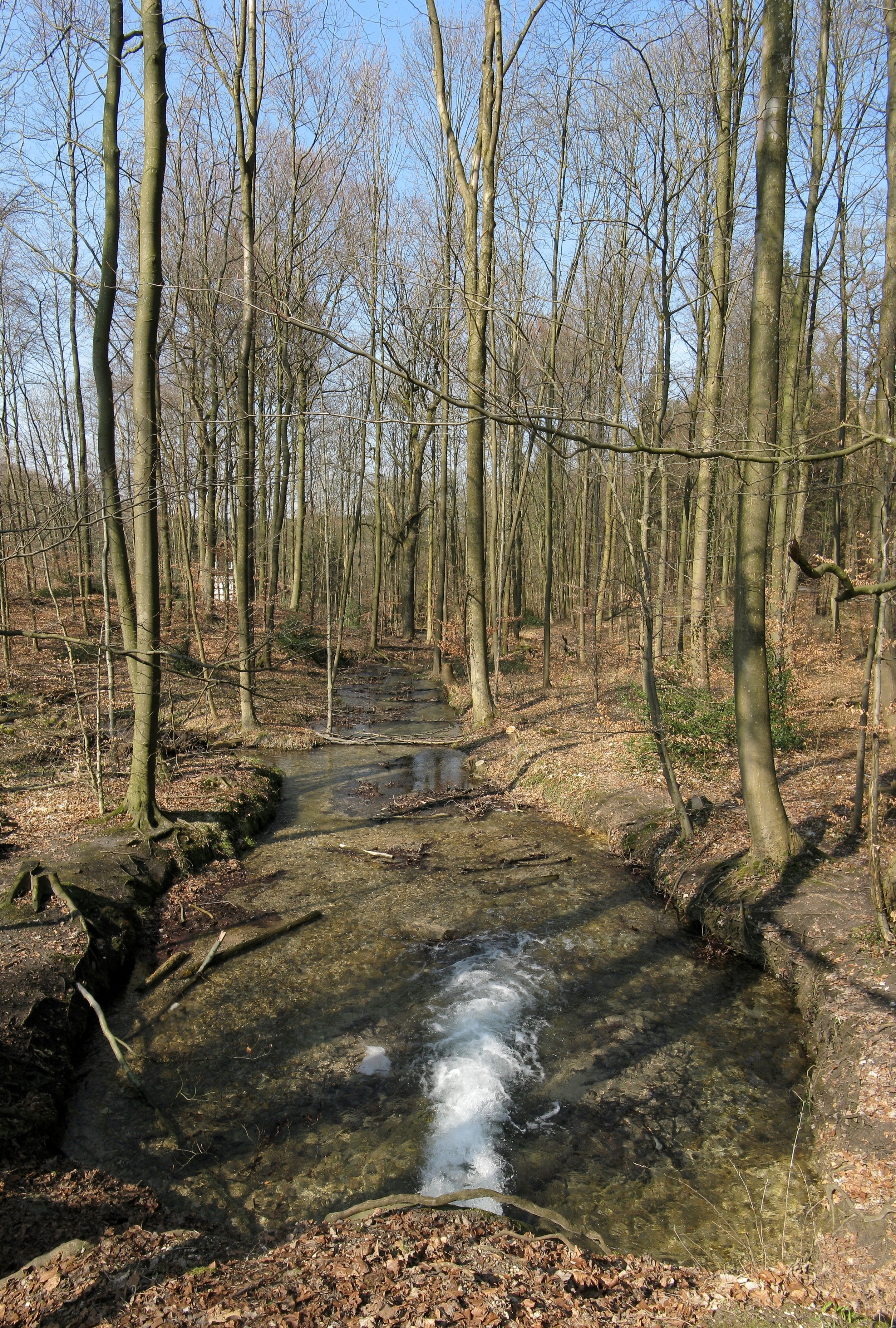
海登巴赫河

海登河（德語：Heidenbach），是德國的河流，位於該國西部，處於北萊茵-威斯特法倫州，屬於韋勒河的左支流，河道全長6.6公里，流域面積8.8平方公里。

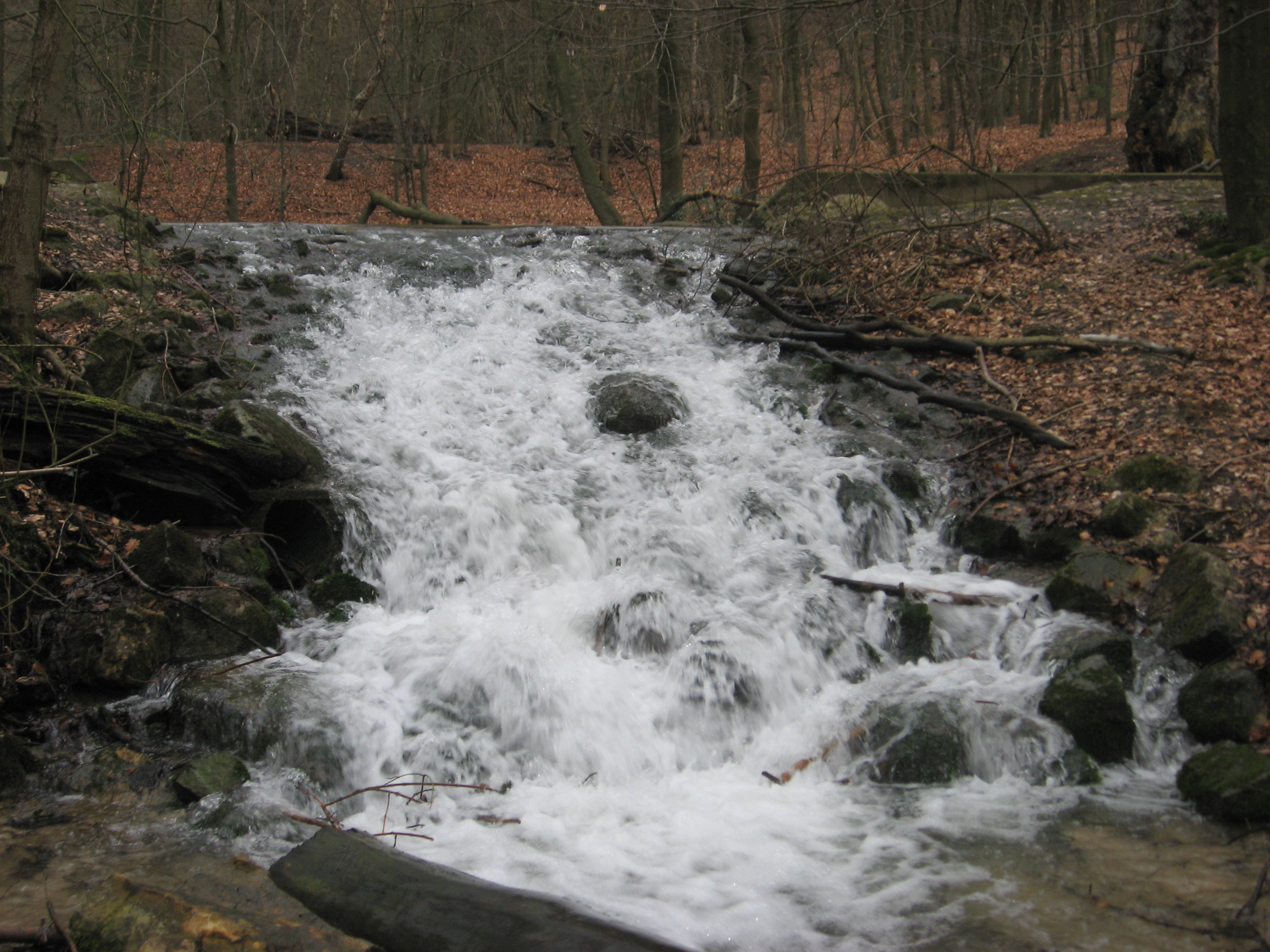
瀑布